# Altpreußisches Kürassierregiment K 5
Das altpreußische Kürassierregiment K 5 war von 1686 bis 1806 ein Kavallerieverband der Preußischen Armee.

## Aufstellung
Das Regiment wurde 1686 unter Kurfürst Friedrich Wilhelm I. gebildet. Den Stamm bildete das Freiregiment „von Eller“ unter Hauptmann August Friedrich von Isselstein, welches seit 1683 in brandenburgischen Diensten stand, sowie fünf neugeworbene Kompanien. 1687 wurde es auf zehn Kompanien vergrößert, aber schon 1688 musste er vier Kompanien zur Bildung des Kürassier-Regiments Nr. 5 abgeben und 1691 nochmals eine Kompanie zur Bildung des Kürassier-Regiments Nr. 9. Im Jahr 1698 wurden nochmals zwei Kompanien entlassen. Im Jahr 1718 übernahm das Regiment zwei Kompanien aus dem aufgelösten Regiment „Wartensleben“, zudem wurden zwei Kompanie geworben, so dass es dann aus fünf Kompanien bestand.
1806 kämpfte das Regiment in der Schlacht bei Auerstedt. Die Reste des Regiments entzogen sich der Kapitulation bei Prenzlau. Am 29. Oktober 1806 erreichten diese Stettin, von wo sie nach Preußen kamen. Dort wurde sie in die Kürassier-Brigade „Stülpnagel“ integriert. Ein Detachement machte den Rückzug mit Blücher mit und musste mit diesem bei Ratkau kapitulieren. Ein weiteres Detachement befand sich in Hannover. Es handelte sich dabei um 150 Mann unter Rittmeister Hiller von Gaertringen. Dieses zogen sich nach Anklam zurück, wo es am 1. November in dessen Kapitulation verwickelt wurde. Das Depot entkam nach Kolberg, wo es zunächst an der Verteidigung teilnahmen. Nach der Kapitulation von Kolberg kamen die Reste nach Grodno.
Als das Regiment gemäß Allerhöchste Cabinets Ordre vom 16. Oktober 1807 zur Bildung Dragoner-Brigade „Prinz Wilhelm“ genutzt wurde, bestand es noch aus: 15 Offizieren, 37 Unteroffizieren, sieben Trompeter, drei Chirurgen, 261 Mann und 223 Pferde.

## Garnisonen
- 1683 Lippstadt
- 1714 Kalkar, Kranenburg, Goch, Mülheim/Ruhr, Sonsbeck, Schembeck
- 1716–1724 Kalkar, Emmerich, GochRees, Xanten, Lennep
- 1723–1738 Schwedt, Wriezen, Bahn, Angermünde, Freienwalde, Neustadt-Eberswalde
- 1739 Schwedt, Wriezen, Bahn, Angermünde
- 1743 Belgard, Dramburg, Neustettin, Zanow, Schivelbein, Polzin, Lahes, Körlin
- 1743 Rummelsburg, Arnswalde, Lippehne, Schönfließ
- 1746–1752 Belgard, Dramburg, Neustettin, Zanow, Polzin, Labes, Körlin, Rummelsburg
- 1753–1755 Belgard, Dramburg, Reetz, Schievelbein, Arnswalde,
- 1764–1787 Belgard, Dramburg, Labes, Reetz (bis 1785), Schievelbein (bis 1777)
- 1788–1793 Treptow/Rega, Wollin, Dramburg
- 1796–1806 Treptow/Rega, Greifenberg, Körlin, Wollin, Dramburg[1]

## Feldzüge
Französisch-niederländischer Krieg1689 Bühler Schanze, Belagerung von Bonn, 1690 Schlacht bei Fleurus, 1692 Schlacht bei Steenkerke, 1693 Schlacht bei Neerwinden, 1695 Belagerung von Namur
Spanischer Erbfolgekrieg1702 Belagerung von Kaiserswerth, Belagerung von Venloo, Schlacht bei Roermonde, Gefecht bei Reinsberg, 1704 Schlacht bei Höchstädt (1. Standarte erobert, viele Gefangene), 1706 Schlacht bei Ramillies, 1708 Schlacht bei Oudenaarde, Belagerung von Lille, 1709 Belagerung von Gent, Schlacht bei Malplaquet, Belagerung von Mons, 1710 Belagerung von Douay, Belagerung von Aire, 1711 Belagerung von Bouchain
Nordischer Krieg1715 Belagerung von Stralsund
Erster Schlesischer Krieg1741 Schlacht bei Mollwitz (Verlust: sechs Offiziere, 107 Mann), Gefecht bei Otmachau, Schlacht bei Breslau, Gefecht bei Brieg, Belagerung von Neisse, 1742 Kämpfte in Oberschlesien, Schlacht bei Chotusitz (warf ein österreichisches Bataillon, erlitt bei der Verfolgung aber schwere Verluste), Gefecht bei Kranowitz (Verlust ca. 100 Mann)
Zweiter Schlesischer Krieg1744 Belagerung von Prag, 1745 Schlacht bei Hohenfriedberg (Verlust: drei Offiziere, 39 Mann), Schlacht bei Kesselsdorf
Siebenjähriger Krieg1756 Schlacht bei Lobositz (Verlust: 10. Offiziere darunter der General Lüderitz, 128 Mann 135 Pferde), 1757 Belagerung von Prag, Schlacht bei Breslau, Schlacht bei Leuthen, 1758 Belagerung von Schweidnitz, Kämpfte in Sachsen, Vorstoß nach Bamberg, Schlacht bei Zorndorf (Es schlägt zwei russische Dragoner-Regimente in die Flucht; ferner sprengt es ein Karree; Verlust: zwei Offiziere darunter Generalmajor von Zieten, 56 Mann, 67 Pferde), Gefecht bei Meißen, 1759 Vorstoß nach Thüringen, Zerstörung österreichischer Magazine in Böhmen, Vorstoß nach Bayreuth und Bamberg, Schlacht bei Kay, Schlacht bei Kunersdorf (Angriff auf dem Spitzberg, Entsatz des Infanterie-Regiments Nr. 41; Verlust: sechs Offiziere, 164 Mann, 284 Pferde), Gefecht bei Meißen, 1760 Belagerung von Dresden, Schlacht bei Liegnitz (1760) (Das Regiment wirft die österreichische Kavallerie, sprengt die Infanterie-Linien, erobert dabei neun Geschütze und 10 Fahnen), Schlacht bei Torgau (Wirft mit dem Kürassier-Regiment Nr. 2 die Regimenter Nr. 26 „Puebla“ und Nr. 28 „Wied“, erobert drei Fahnen und fünf Geschütze), 1761 Feldzug nach Sachsen, 1762 Gefecht bei Döbeln, Gefecht bei Arensdorf, Gefecht bei Brand, Gefecht bei Freiberg
- Der Major von Kalkreuth erhielt für Liegnitz den Pour le Mérite[2]
- Die Majore von Schütz[2] und von Reden[2] erhielten für Torgau den Pour le Mérite
- 1792 erhielt Oberst von Heising[2] bei der Revue den Orden

Feldzug in Polen1794 Besetzung von Posen
- 1794 erhielt der Oberstleutnant von Bünting[2] und der Stabsrittmeister von Wurmb den Pour le Mérite

Vierter Koalitionskrieg1806 Schlacht bei Auerstedt (Schwere Verluste), Gefecht bei Spandau, Schlacht bei Lübeck
- 1807 erhielten der Rittmeister von Hertzberg[2] und Secondeleutnant von Flemming[2] den Pour le Mérite für Kolberg
- der Unteroffizier Mewes bekam den Militärehrenzeichen 1. Klasse für ein Einsatz an der Wolfsschanze in Kolberg[3]
- ferner wurden sechs Militärehrenzeichen 2. Klasse verliehen

## Standarten
Das Aussehen der Standarten im Jahr 1806 war wie folgt: Die Leibstandarte war weiß, hatte ein hellblaues Mittelschild und führte die Devise Pro Gloria et Patria. Die Regimentsstandarten waren weiß mit blauem stumpfen Kreuz und silbernem Mittelschild, die Stangen blau und Gold kanneliert.
Mit Beginn des Krieges von 1806 wurden die Standarten am 15. Oktober in Erfurt deponiert. Der Leutnant von Schirnding wurde mit ihrer Bewachung beauftragt. Bei der Kapitulation der Festung brach er die Spitzen aber und versteckte die Flaggen.

## Pauken
Das Regiment besaß ursprünglich silberne Pauken die von seinem Chef dem Herzog von Württemberg gestiftet worden waren. Sie wurden am 20. September 1805 in Kolberg deponiert und kamen am 11. November 1806 zunächst nach Königsberg dann nach Memel. Am 20. November 1810 wurden diese zur Aufbringung für von den Franzosen geforderte Kriegskontributionen eingeschmolzen.
Ferner hatte das Regiment die Besonderheit, dass die Pauker und Trompeter des Regiments unter dem Markgrafen Friedrich Mohren(?) waren.

## Chefs und Kommandeure

### Chefs
- 1683 Heinrich de Briquemault de St. Loup
- 1692 Johann Siegmund von Heyden
- 1692 Philipp Wilhelm von Brandenburg
- 1712 Friedrich Wilhelm von Brandenburg-Schwedt
- 1771 Friedrich Wilhelm Lölhöffel von Löwensprung
- 1780 Maximilian von Mauschwitz
- 1782 Ludwig Friedrich Alexander von Württemberg
- 1800 Abraham von Bailliodz

### Kommandeur en Chef
| Dienstgrad   | Name                                        | Datum         |
| ------------ | ------------------------------------------- | ------------- |
| Oberst       | Kuno Ernst von Bredow                       | 1711 bis 1723 |
|              | Unbekannt                                   | 1723 bis 1732 |
| Oberst       | Friedrich Wilhelm von Rochow                | 1732          |
| Generalmajor | Adam Joachim von Podewils                   | 1743          |
| Generalmajor | David Hans Christoph von Lüderitz           | 1753          |
| Oberst       | Christian Siegfried von Krosigk             | 1756          |
| Oberst       | Hans Sigismund von Zieten                   | 1757          |
| Generalmajor | Ehrentreich Friedrich von Aschersleben      | 1758          |
| Oberst       | Friedrich Wilhelm Lölhöffel von Löwensprung | 1763          |

### Kommandeure
| Dienstgrad     | Name                                     | Datum |
| -------------- | ---------------------------------------- | ----- |
| Major          | Johann Christoph von Mahlen              | 1771  |
| Oberst         | Ludwig von Württemberg                   | 1776  |
| Oberst         | Karl Ludwig von Knobelsdorff             | 1778  |
| Major          | Georg Friedrich Christoph von Bardeleben | 1782  |
| Oberstleutnant | Ludwig Ferdinand Friedrich von Heising   | 1790  |
| Oberst         | Friedrich Wilhelm von Hertzberg          | 1797  |
| Oberst         | Abraham von Bailliodz                    | 1798  |
| Oberst         | Karl Wilhelm von Bünting                 | 1800  |
| Major          | Karl Leopold von Stülpnagel              | 1803  |

Major Stülpnagel sammelt die Reste der Regimenter Nr. 5 und Nr. 8 in der Kürassier-Brigade „Stülpnagel“. Am 16. Oktober 1807 entstand daraus die „Märkischen Kürassier-Brigade“.